# Fontaines protégées aux monuments historiques en Île-de-France
Cet article dresse la liste des fontaines protégées au titre des monuments historiques dans la région d’Île-de-France.
| Nom                                             | Commune                     | Département       | identifiant Mérimée   | Statut                                                                                   | date de protection | coordonnées géographiques   | image |
| ----------------------------------------------- | --------------------------- | ----------------- | --------------------- | ---------------------------------------------------------------------------------------- | ------------------ | --------------------------- | ----- |
| fontaine de la Croix-du-Trahoir                 | 1er arrondissement de Paris | Paris             | PA00085807            | bâtiment protégé par le PLU parisien monument historique inscrit                         | 1925-02-02         | 48° 51′ 41″ N, 2° 20′ 33″ E |       |
| fontaine du Palmier                             | 1er arrondissement de Paris | Paris             | PA00085806            | monument historique inscrit                                                              | 1925-02-05         | 48° 51′ 27″ N, 2° 20′ 50″ E |       |
| fontaine du jardin Villemin                     | 10e arrondissement de Paris | Paris             | PA00086490            | monument historique inscrit                                                              | 1970-04-15         | 48° 52′ 30″ N, 2° 21′ 42″ E |       |
| fontaine de Charonne                            | 11e arrondissement de Paris | Paris             | PA00086558            | monument historique classé bâtiment protégé par le PLU parisien                          | 1995-09-29         | 48° 51′ 07″ N, 2° 22′ 25″ E |       |
| fontaine de la Petite-Halle                     | 11e arrondissement de Paris | Paris             | PA00086535            | monument historique inscrit                                                              | 1962-06-04         | 48° 51′ 01″ N, 2° 22′ 59″ E |       |
| fontaine de la Roquette                         | 11e arrondissement de Paris | Paris             | PA00086559            | monument historique inscrit                                                              | 1992-11-02         | 48° 51′ 20″ N, 2° 22′ 29″ E |       |
| fontaine du Château d'eau                       | 19e arrondissement de Paris | Paris             | PA00086767            | monument historique inscrit                                                              | 1979-03-02         | 48° 53′ 22″ N, 2° 23′ 32″ E |       |
| fontaine Gaillon                                | 2e arrondissement de Paris  | Paris             | PA00086021            | monument historique inscrit                                                              | 1925-03-24         | 48° 52′ 08″ N, 2° 20′ 04″ E |       |
| fontaine de la Reine                            | 2e arrondissement de Paris  | Paris             | PA00086022            | monument historique inscrit                                                              | 1994-11-03         | 48° 51′ 55″ N, 2° 21′ 02″ E |       |
| fontaine Colbert                                | 2e arrondissement de Paris  | Paris             | PA00086020            | monument historique inscrit                                                              | 1925-03-24         | 48° 52′ 05″ N, 2° 20′ 20″ E |       |
| fontaine des Haudriettes                        | 3e arrondissement de Paris  | Paris             | PA00086114            | monument historique inscrit                                                              | 1925-03-24         | 48° 51′ 40″ N, 2° 21′ 29″ E |       |
| fontaine Boucherat                              | 3e arrondissement de Paris  | Paris             | PA00086113            | monument historique inscrit                                                              | 1925-03-17         | 48° 51′ 52″ N, 2° 21′ 52″ E |       |
| fontaine de Joyeuse                             | 3e arrondissement de Paris  | Paris             | PA00086115            | monument historique inscrit                                                              | 1925-03-06         | 48° 51′ 26″ N, 2° 21′ 52″ E |       |
| fontaine des Guillemites                        | 4e arrondissement de Paris  | Paris             | PA00086267            | monument historique inscrit                                                              | 1925-06-15         | 48° 51′ 31″ N, 2° 21′ 28″ E |       |
| fontaine de Jarente                             | 4e arrondissement de Paris  | Paris             | PA00086268            | monument historique inscrit                                                              | 1925-06-17         | 48° 51′ 21″ N, 2° 21′ 48″ E |       |
| fontaine Maubuée                                | 4e arrondissement de Paris  | Paris             | PA00088428            | monument historique inscrit                                                              | 1926-04-28         | 48° 51′ 40″ N, 2° 21′ 05″ E |       |
| fontaine Popincourt                             | 3e arrondissement de Paris  | Paris             | PA00086116            | monument historique inscrit                                                              | 1961-04-19         | 48° 51′ 27″ N, 2° 21′ 48″ E |       |
| fontaine Cuvier                                 | 5e arrondissement de Paris  | Paris             | PA00088427            | monument historique inscrit                                                              | 1984-04-03         | 48° 50′ 38″ N, 2° 21′ 18″ E |       |
| fontaine du Pot-de-Fer                          | 5e arrondissement de Paris  | Paris             | PA00088429            | monument historique inscrit                                                              | 1925-02-27         | 48° 50′ 35″ N, 2° 20′ 58″ E |       |
| fontaine Saint-Michel                           | 6e arrondissement de Paris  | Paris             | PA00088520            | monument historique inscrit                                                              | 1926-03-16         | 48° 51′ 11″ N, 2° 20′ 37″ E |       |
| fontaine Saint-Sulpice                          | 6e arrondissement de Paris  | Paris             | PA00088521            | monument historique inscrit                                                              | 1926-03-16         | 48° 51′ 03″ N, 2° 20′ 00″ E |       |
| fontaine Médicis                                | 6e arrondissement de Paris  | Paris             | PA00088519            | monument historique classé                                                               | 1889               | 48° 50′ 53″ N, 2° 20′ 21″ E |       |
| fontaine Palatine                               | 6e arrondissement de Paris  | Paris             | PA00088585            | monument historique inscrit                                                              | 1962-01-12         | 48° 51′ 00″ N, 2° 20′ 09″ E |       |
| fontaine de la Paix                             | 6e arrondissement de Paris  | Paris             | PA00088518            | monument historique inscrit                                                              | 1926-02-06         | 48° 50′ 58″ N, 2° 19′ 58″ E |       |
| fontaine des Quatre-Parties-du-Monde            | 6e arrondissement de Paris  | Paris             | PA00088516            | monument historique inscrit                                                              | 1926-04-28         | 48° 50′ 28″ N, 2° 20′ 13″ E |       |
| fontaine du Marché-aux-Carmes                   | 6e arrondissement de Paris  | Paris             | PA00088517            | monument historique inscrit                                                              | 1952-10-29         | 48° 51′ 25″ N, 2° 20′ 12″ E |       |
| fontaine de Mars                                | 7e arrondissement de Paris  | Paris             | PA00088688            | monument historique inscrit                                                              | 1926-05-15         | 48° 51′ 30″ N, 2° 18′ 09″ E |       |
| fontaine du Fellah                              | 7e arrondissement de Paris  | Paris             | PA00088690            | bâtiment protégé par le PLU parisien monument historique inscrit                         | 1977-07-25         | 48° 50′ 55″ N, 2° 19′ 16″ E |       |
| fontaine Budé                                   | Yerres                      | Essonne           | PA00088051            | monument historique inscrit                                                              | 1981-10-26         | 48° 42′ 53″ N, 2° 29′ 29″ E |       |
| fontaine du Roi                                 | Ville-d'Avray               | Hauts-de-Seine    | PA00088163 IA00051447 | monument historique classé bien recensé dans l'Inventaire général du patrimoine culturel | 1942-04-14         | 48° 49′ 40″ N, 2° 11′ 20″ E |       |
| fontaine Saint-Fursy                            | Lagny-sur-Marne             | Seine-et-Marne    | PA00087046            | monument historique inscrit                                                              | 1926-03-16         | 48° 52′ 44″ N, 2° 42′ 27″ E |       |
| fontaine Morin                                  | Fontenay-Trésigny           | Seine-et-Marne    | PA00087350            | monument historique inscrit                                                              | 1991-06-18         | 48° 42′ 26″ N, 2° 51′ 45″ E |       |
| fontaine de Mauperthuis                         | Mauperthuis                 | Seine-et-Marne    | PA00087085            | monument historique inscrit                                                              | 1969-12-08         | 48° 46′ 02″ N, 3° 02′ 14″ E |       |
| fontaine du Pré-Saint-Gervais                   | Le Pré-Saint-Gervais        | Seine-Saint-Denis | PA00079946            | monument historique classé                                                               | 1899-11-04         | 48° 52′ 59″ N, 2° 24′ 13″ E |       |
| fontaine aux Moines                             | Viarmes                     | Val-d'Oise        | PA95000013            | bâtiment protégé par le PLU parisien monument historique inscrit                         | 2003-11-07         | 49° 07′ 16″ N, 2° 22′ 44″ E |       |
| fontaine d'Arnouville                           | Arnouville                  | Val-d'Oise        | PA00079981            | monument historique inscrit                                                              | 1929-03-29         | 48° 58′ 49″ N, 2° 25′ 25″ E |       |
| fontaine de La Roche-Guyon                      | La Roche-Guyon              | Val-d'Oise        | PA00080183            | monument historique inscrit                                                              | 1965-09-08         | 49° 04′ 52″ N, 1° 37′ 46″ E |       |
| fontaine des Quatre Pavés                       | Versailles                  | Yvelines          | PA00087689            | monument historique classé                                                               | 1908-08-04         | 48° 47′ 47″ N, 2° 07′ 35″ E |       |
| fontaine de la place Saint-Louis                | Versailles                  | Yvelines          | PA00087690            | monument historique classé                                                               | 1914-04-18         | 48° 47′ 56″ N, 2° 07′ 29″ E |       |
| fontaine de Sainte-Mesme                        | Sainte-Mesme                | Yvelines          | PA00087641            | monument historique classé                                                               | 1952-09-17         | 48° 31′ 50″ N, 1° 57′ 38″ E |       |
| fontaine de l'Hôtel-de-Ville de Mantes-la-Jolie | Mantes-la-Jolie             | Yvelines          | PA00087511            | monument historique classé                                                               | 1862               | 48° 59′ 23″ N, 1° 43′ 08″ E |       |